# Championnat de France masculin de volley-ball 1974-1975
Navigation
Saison précédente Saison suivante
Le Championnat de France de volley-ball Nationale 1 1974-1975 a opposé les dix meilleures équipes françaises de volley-ball. Le titre a été remporté par le Montpellier UC qui a battu son dauphin le Racing club de France, dans un match déterminant, lors de la dernière journée de championnat.

## Listes des équipes en compétition
| \| Asnières-sur-Seine Cannes Montpellier UC ASPTT Montpellier RC France Rennes Saint-Maur-des-Fossés Sète Stade Français Tourcoing \| Localisation des clubs engagés dans le championnat. |
| Asnières-sur-Seine Cannes Montpellier UC ASPTT Montpellier RC France Rennes Saint-Maur-des-Fossés Sète Stade Français Tourcoing                                                           |

| Asnières Sports             |
| AS Cannes                   |
| Montpellier Université Club |
| ASPTT Montpellier           |
| Racing club de France       |
| Rennes Étudiants Club       |
| VGA Saint-Maur              |
| Arago de Sète               |
| Stade Français              |
| Tourcoing Sports            |

## Formule de la compétition
- Type championnat : Dix équipes en compétition avec dix huit matches aller et retour jusqu'au 17 mai 1975

## Saison régulière

### Classement
| #  | Équipe            | Pts | J  | G  | P  | SP | SC |
| 1  | Montpellier UC    | 34  | 18 | 16 | 2  | 50 | 21 |
| 2  | RC de France      | 32  | 18 | 14 | 4  | 50 | 21 |
| 3  | Saint-Maur        | 32  | 18 | 14 | 4  | 49 | 24 |
| 4  | Stade Français    | 30  | 18 | 12 | 6  | 42 | 33 |
| 5  | Asnières          | 29  | 18 | 11 | 7  | 38 | 29 |
| 6  | Sète              | 25  | 18 | 7  | 11 | 37 | 33 |
| 7  | Tourcoing         | 24  | 18 | 6  | 12 | 26 | 41 |
| 8  | ASPTT Montpellier | 23  | 18 | 5  | 13 | 30 | 44 |
| 9  | Rennes            | 22  | 18 | 4  | 14 | 18 | 48 |
| 10 | Cannes            | 18  | 18 | 0  | 18 | 8  | 54 |

## Bilan de la saison
| Tableau d'Honneur |                |
| Compétition       | Vainqueur      |
| Nationale 1       | Montpellier UC |

| Qualifications européennes 1975-1976 |                |
| Compétition                          | Qualifiés      |
| Coupe d'Europe des Clubs Champions   | Montpellier UC |
| Coupe des vainqueurs de Coupes       | RC de France   |

| Promotions et relégations |                         |
| Relégués en Nationale 2   | Rennes EC AS Cannes     |
| Promus de Nationale 2     | CSM Clamart AS Grenoble |